# Lijst van voetbalinterlands Denemarken - Duitse Democratische Republiek
Deze lijst van voetbalinterlands is een overzicht van alle officiële voetbalwedstrijden tussen de nationale teams van Denemarken en de Duitse Democratische Republiek. De landen hebben zes keer tegen elkaar gespeeld. De eerste ontmoeting, een vriendschappelijke wedstrijd, werd gespeeld in Kopenhagen op 28 mei 1961. Het laatste duel, eveneens een vriendschappelijke wedstrijd, vond plaats op 10 september 1986 in Leipzig.

## Wedstrijden
| № | Plaats     | Datum             | Competitie           | Wedstrijd                                   | Uitslag |
| - | ---------- | ----------------- | -------------------- | ------------------------------------------- | ------- |
| 1 | Kopenhagen | 28 mei 1961       | Vriendschappelijk    | Denemarken – Duitse Democratische Republiek | 1 – 1   |
| 2 | Leipzig    | 23 mei 1962       | Vriendschappelijk    | Duitse Democratische Republiek – Denemarken | 4 – 1   |
| 3 | Kopenhagen | 4 juni 1967       | EK 1968 kwalificatie | Denemarken – Duitse Democratische Republiek | 1 – 1   |
| 4 | Leipzig    | 11 oktober 1967   | EK 1968 kwalificatie | Duitse Democratische Republiek – Denemarken | 3 – 2   |
| 5 | Kopenhagen | 8 mei 1985        | Vriendschappelijk    | Denemarken – Duitse Democratische Republiek | 4 – 1   |
| 6 | Leipzig    | 10 september 1986 | Vriendschappelijk    | Duitse Democratische Republiek – Denemarken | 0 – 1   |

## Samenvatting
| Competitie        | Totaal gespeeld | Winst Denemarken | Gelijk | Winst DDR | Doelsaldo Denemarken – DDR |
| ----------------- | --------------- | ---------------- | ------ | --------- | -------------------------- |
| EK-kwalificatie   | 2               | 0                | 1      | 1         | 3 − 4                      |
| Vriendschappelijk | 4               | 2                | 1      | 1         | 7 − 6                      |
| Totaal            | 6               | 2                | 2      | 2         | 10 − 10                    |

Wedstrijden bepaald door strafschoppen worden, in lijn met de FIFA, als een gelijkspel gerekend.

## Details

### Vijfde ontmoeting
| Vriendschappelijk (Kopenhagen, Denemarken, 8 mei 1985): |              | |
| Denemarken | 4 – 1        | Duitse Democratische Republiek |
| Michael Laudrup 6' Michael Laudrup 67' John Lauridsen 79' Klaus Berggreen 82'                                                                                        | goals        | 84' Uwe Zötzsche |
| Sepp Piontek | bondscoach   | Bernd Stange |
| Ole Qvist 58' Søren Busk 82' Morten Olsen Henrik Andersen Klaus Berggreen Per Frimann Allan Simonsen 46' Frank Arnesen 59' Søren Lerby Michael Laudrup Preben Elkjær | opstellingen | René Müller Hans-Jürgen Dörner Ronald Kreer Frank Rohde Matthias Döschner 46' Steffen Krauß Andreas Krause 46' Jörg Stübner Ulf Kirsten Andreas Thom Rainer Ernst |
| John Lauridsen 46' Lars Høgh 58' Jesper Olsen 59' Ejner Rahbek 82'                                                                                                   | wissels      | 46' Matthias Liebers 46' Uwe Zötzsche |
| Preben Elkjær ??' | gele kaarten | |
| - Debuut van Henrik Andersen voor Denemarken. - Debuut van Ulf Kirsten voor de DDR.                                                                                  |              | |

### Zesde ontmoeting
| Vriendschappelijk (Leipzig, Duitse Democratische Republiek, 10 september 1986):                                                                                   |              | |
| Duitse Democratische Republiek | 0 – 1        | Denemarken |
| | goals        | 23' John Eriksen |
| Bernd Stange | bondscoach   | Sepp Piontek |
| René Müller 46' Ronald Kreer Frank Rohde Carsten Sänger Matthias Döschner Hans-Uwe Pilz 46' Matthias Liebers Jörg Stübner Ulf Kirsten Andreas Thom Ralf Minge 46' | opstellingen | Troels Rasmussen John Sivebæk 46' Morten Olsen Søren Busk Kent Nielsen Søren Lerby Jens Jørn Bertelsen Jesper Olsen Henrik Andersen John Eriksen 46' Michael Laudrup |
| Jörg Weißflog 46' Thomas Doll 46' Frank Pastor 46' | wissels      | 46' Klaus Berggreen 46' Lars Lunde |

DBU · A-internationals · Selecties · Bondscoaches · Deens vrouwenelftal · Olympisch elftal · Denemarken U21 · Denemarken U20 · Denemarken U19 · Denemarken U18 · Denemarken U17 · Denemarken U16 · Vrouwen U17
1908 – 1919 ·
1920 – 1929 ·
1930 – 1939 ·
1940 – 1949 ·
1950 – 1959 ·
1960 – 1969 ·
1970 – 1979 ·
1980 – 1989 ·
1990 – 1999 ·
2000 – 2009 ·
2010 – 2019 ·
2020 − 2029
EK's: 1964 · 
1984 · 
1988 · 
1992 · 
1996 · 
2000 · 
2004 · 
2012 · 
2020 · 
2024
WK's: 1986 · 
1998 · 
2002 · 
2010 · 
2018 · 
2022
OS: 1908 · 
1912 · 
1920 · 
1948 · 
1952 · 
1960 · 
1972 · 
1992 · 
2016
1908 · 
1909 · 
1910 · 
1911 · 
1912 · 
1913 · 
1914 · 
1915 · 
1916 · 
1917 · 
1918 · 
1919 · 
1920 · 
1921 · 
1922 · 
1923 · 
1924 · 
1925 · 
1926 · 
1927 · 
1928 · 
1929 · 
1930 · 
1931 · 
1932 · 
1933 · 
1934 · 
1935 · 
1936 · 
1937 · 
1938 · 
1939 · 
1940 · 
1941 · 
1942 · 
1943 · 
1944 · 
1946 · 
1947 · 
1948 · 
1949 · 
1950 · 
1952 · 
1952 · 
1953 · 
1954 · 
1955 · 
1956 · 
1957 · 
1958 · 
1959 · 
1960 · 
1961 · 
1962 · 
1963 · 
1964 · 
1965 · 
1966 · 
1967 · 
1968 · 
1969 · 
1970 · 
1971 · 
1972 · 
1973 · 
1974 · 
1975 · 
1976 · 
1977 · 
1978 · 
1979 · 
1980 · 
1981 · 
1982 · 
1983 · 
1984 · 
1985 · 
1986 · 
1987 · 
1988 · 
1989 · 
1990 ·
1991 · 
1992 · 
1993 · 
1994 · 
1995 · 
1996 · 
1997 · 
1998 · 
1999 · 
2000 · 
2001 · 
2002 · 
2003 · 
2004 · 
2005 · 
2006 · 
2007 · 
2008 · 
2009 · 
2010 · 
2011 · 
2012 · 
2013 · 
2014 · 
2015 · 
2016 · 
2017 · 
2018 ·
2019 ·
2020 ·
2021 ·
2022 ·
2023
Albanië ·
Algerije ·
Argentinië ·
Armenië ·
Australië ·
België ·
Bermuda ·
Bosnië en Herzegovina · 
Brazilië ·
Bulgarije ·
Canada ·
Chili ·
Cyprus ·
DDR ·
Duitsland ·
Ecuador ·
Egypte ·
Engeland ·
Estland ·
Faeröer · 
Finland · 
Frankrijk ·
Gambia ·
Georgië ·
Ghana ·
Gibraltar ·
GOS ·
Griekenland ·
Honduras ·
Hongarije ·
Hongkong ·
Ierland ·
IJsland ·
Indonesië ·
Iran ·
Israël ·
Italië ·
Japan ·
Joegoslavië ·
Kameroen ·
Kazachstan ·
Kosovo · 
Kroatië · 
Letland ·
Liechtenstein ·
Litouwen ·
Luxemburg ·
Malta ·
Marokko ·
Mexico ·
Moldavië · 
Montenegro · 
Nederland ·
Nederlandse Antillen ·
Nigeria ·
Noord-Ierland ·
Noord-Macedonië ·
Noorwegen ·
Oekraïne ·
Oostenrijk ·
Panama ·
Paraguay ·
Peru ·
Polen ·
Portugal ·
Roemenië ·
Rusland ·
San Marino ·
Saoedi-Arabië ·
Schotland ·
Senegal ·
Servië ·
Singapore ·
Slovenië ·
Slowakije ·
Sovjet-Unie ·
Spanje ·
Suriname ·
Thailand ·
Togo · 
Tsjechië ·
Tsjecho-Slowakije ·
Tunesië · 
Turkije · 
Uruguay ·
Verenigde Arabische Emiraten ·
Verenigde Staten ·
Wales ·
Wit-Rusland ·
Zuid-Afrika ·
Zuid-Korea ·
Zweden ·
Zwitserland
Argentinië (1995) · 
Australië (2018) ·
Australië (2022) · 
België (2021) · 
Duitsland (1992) · 
Duitsland (2012) · 
Engeland (2021) · 
Finland (2021) · 
Frankrijk (2002) · 
Frankrijk (2018) · 
Japan (2010) · 
Kameroen (2010) · 
Kroatië (2018) · 
Nederland (2010) · 
Nederland (2012) · 
Peru (2018) · 
Portugal (2012) · 
Rusland (2021) · 
Senegal (2002) · 
Tsjechië (2021) · 
Uruguay (2002) · 
Wales (2021)
DFV · Kwalificatiewedstrijden · A-internationals · Bondscoaches · Statistieken · DDR vrouwenelftal · DDR U21 · DDR U20 ·  DDR U18 · DDR U16
1952 – 1959 · 
1960 – 1969 · 
1970 – 1979 · 
1980 – 1990
WK 1974
OS 1964 · 
OS 1972 · 
OS 1976 · 
OS 1980
1952 · 
1953 · 
1954 · 
1955 · 
1956 · 
1957 · 
1958 · 
1959 ·
1960 · 
1961 · 
1962 · 
1963 · 
1964 · 
1965 · 
1966 · 
1967 · 
1968 · 
1969 ·
1970 · 
1971 · 
1972 · 
1973 · 
1974 · 
1975 · 
1976 · 
1977 · 
1978 · 
1979 ·
1980 · 
1981 · 
1982 · 
1983 · 
1984 · 
1985 · 
1986 · 
1987 · 
1988 · 
1989 · 
1990
Albanië ·
Algerije ·
Argentinië ·
Australië ·
België ·
Bolivia ·
Brazilië ·
Bulgarije ·
Canada ·
Chili ·
Colombia ·
Cuba ·
Denemarken ·
Duitsland ·
Ecuador ·
Egypte ·
Engeland ·
Finland ·
Frankrijk ·
Ghana ·
Griekenland ·
Guinee ·
Hongarije ·
IJsland ·
Indonesië ·
Irak ·
Italië ·
Joegoslavië ·
Koeweit ·
Luxemburg ·
Mali ·
Malta ·
Marokko ·
Mexico ·
Myanmar ·
Nederland ·
Noorwegen ·
Oostenrijk ·
Polen ·
Portugal ·
Roemenië ·
Schotland ·
Sovjet-Unie ·
Spanje ·
Sri Lanka ·
Tsjecho-Slowakije ·
Tunesië ·
Turkije ·
Uruguay ·
Verenigde Staten ·
Wales ·
Zweden ·
Zwitserland